# Robotický exoskelet

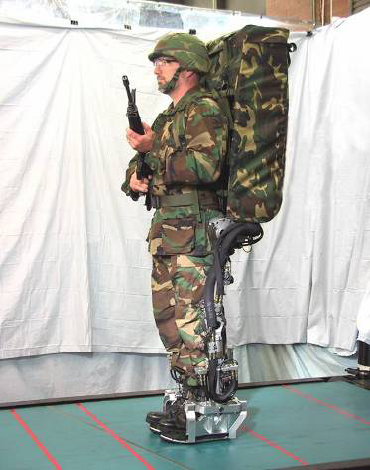
Exoskelet DARPA (prototyp)

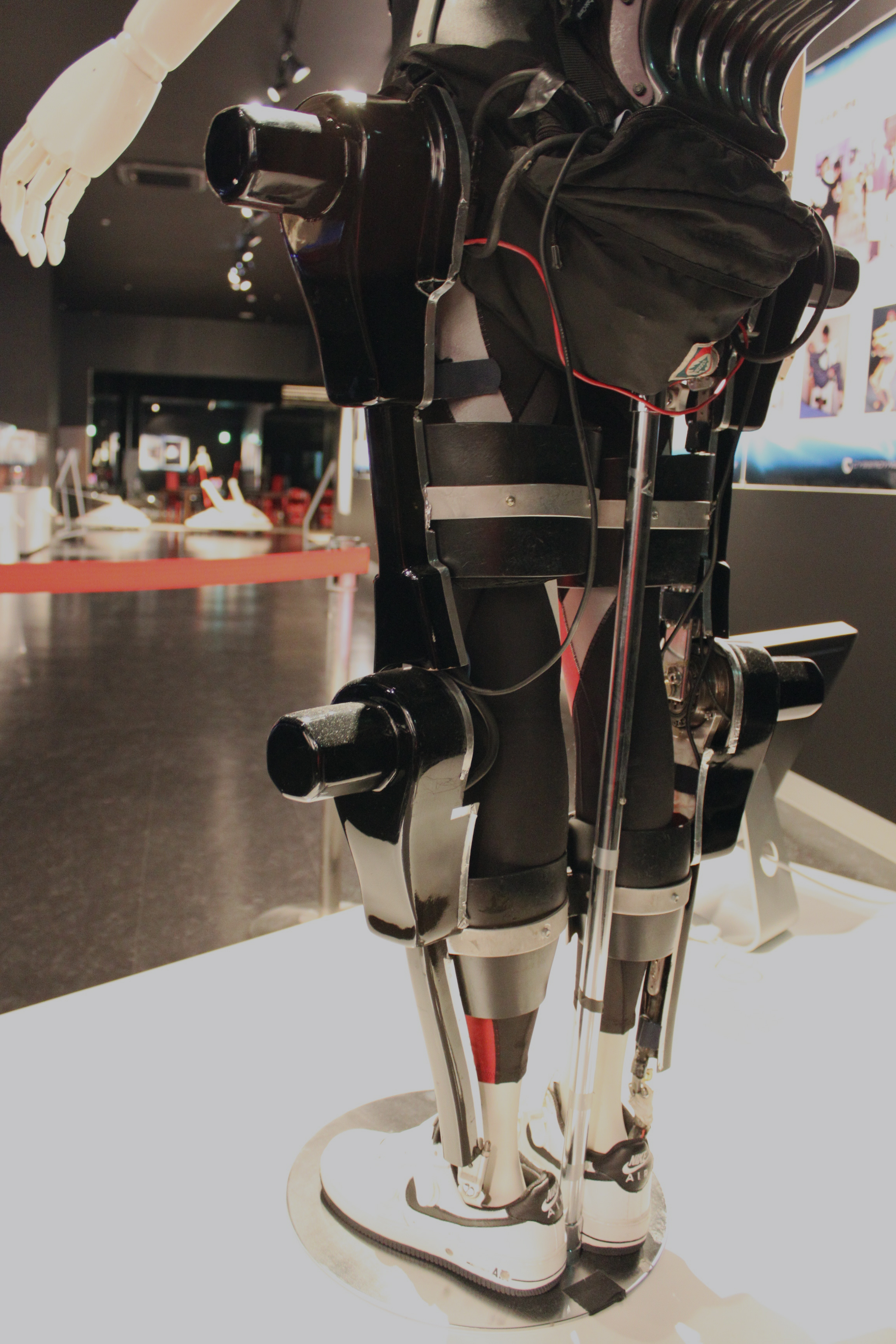
Asistenční robotická končetina japonské firmy Cyberdyne. Exoskelet má napomáhat zvedat těžké předměty, ulehčit chůzi a další využití. HAL 5 je soustava exoskeletu vyvinutého v Japonsku

Robotický exoskelet (vnější kostra) je zařízení určené k podpoře svalů člověka při chůzi nebo práci, například pro zdravotní nebo také vojenské účely. Skládá se z vnějšího rámu (kostry), která je ovládána člověkem pomocí hydrauliky a motorů.
Na univerzitě v Michiganu bylo vyvinuto zařízení, které může sloužit jako rehabilitace po mozkových mrtvicích, dopravních nehodách nebo prostě tam, kde je potřeba obnovit funkčnost končetiny, např. pacienti s poškozenou míchou nebo neurologickou poruchou. Používání je poměrně jednoduché, přístroj snímá nervové signály vysílané mozkem, které určují jaký sval se má smrštit, napnout, o kolik, kam apod. Tyto signály poté přijme samotný přístroj a pomocí těchto "příkazů" se pohybuje za pomoci válců s písty. Ovšem není až tak jednoduché, aby si lidská nervová soustava navykla na používání "nového skeletu", a tak průměrná doba, než je člověk schopen ovládat přístroj podle jeho potřeby, je 3-4 dny.
Podle výzkumů provedených na zdravých lidech trvá alespoň 30 minut než se chůze zmírní, protože mozek neustále burcuje svaly k výkonu, ale poté si teprve uvědomí, že robotický exoskelet vlastně skoro veškerou práci za svaly udělá.